# Orientation cristalline

Orientation d'un cristallite dans un objet

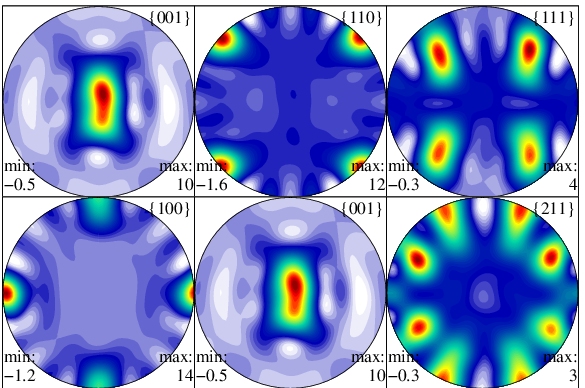
Figures de pôles représentant la texture cristalline d'un alliage gamma-TiAl.

L'orientation cristalline est l'orientation d'un cristallite par rapport à l'objet dont il fait partie.
En général, les objets manufacturés ont des directions caractéristiques : arêtes (bords de l'objet), dissymétries, sens de travail… Ces directions caractéristiques permettent de définir un repère. Dans le cas d'un produit laminé, les axes du repère sont par convention :
- x : direction de laminage (DL) ;
- y : direction transverse (DT) ;
- z : direction normale (DN).

Le cristallite dispose également d'un repère lié aux directions principales de son réseau cristallin. Pour définir l'orientation d'un cristallite dans l'objet, il suffit donc de définir les rotations permettant de passer du repère de l'objet au repère du cristallite : les angles d'Euler.
Ces angles de rotation sont en général notés (φ1, Φ, φ2).